# Plebanki (przystanek kolejowy)
Plebanki – nieczynny wąskotorowy przystanek osobowy w Plebankach, w gminie Osiek Mały, w powiecie kolskim w województwie wielkopolskim, w Polsce. Został wybudowany w 1914 roku przez okupacyjne władze niemieckie.